# Wilhelm Kissel

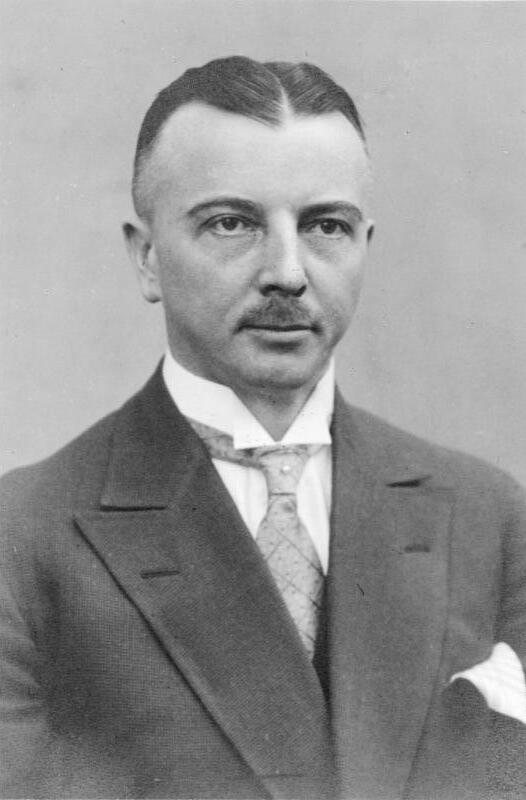
Wilhelm Kissel (1929)

Wilhelm Kissel (* 22. Dezember 1885 in Haßloch; † 18. Juli 1942 in Überlingen) war ein deutscher Kaufmann und Manager in der Automobilindustrie. Von 1924 bis 1926 war er Abteilungsdirektor des Unternehmens Benz & Cie. und zwischen 1926 und 1942 Vorstand der Daimler-Benz AG.

## Leben
Der Sohn eines Eisenbahners machte nach der Mittleren Reife eine kaufmännische Lehre in einem Unternehmen in Neustadt an der Haardt. Danach arbeitete er ab 1904 bei Benz & Cie. in Mannheim. Bereits 1908 wurde er dort Einkaufsleiter und erlangte Verdienste in der Rohstoffbeschaffung für das Werk während des Ersten Weltkriegs. 1917 wurde er Prokurist und 1922 Abteilungsdirektor. Zwei Jahre später wurde er in den Vorstand der Benz & Cie. berufen.
Als sein Arbeitgeber durch die Machenschaften des Börsenspekulanten und Mehrheitsaktionärs Jacob Schapiro in finanzielle Schwierigkeiten geriet, bemühte sich Kissel um eine Zusammenarbeit mit der Konkurrentin, der Daimler-Motoren-Gesellschaft in Stuttgart. Er war treibende Kraft der 1926 erfolgten Fusion beider Unternehmen zur Daimler-Benz AG. Damit gilt er neben Carl Benz und Gottlieb Daimler als einer der Gründerväter dieses Automobilherstellers. 1930 wurde er zum Vorstandsvorsitzenden der Aktiengesellschaft bestimmt. Zusammen mit dem Vorsitzenden des Aufsichtsrats und Chefs der Deutsche Bank AG, Emil Georg von Stauß, betrieb er erfolgreich die Trennung von Schapiro. Ab März 1932 saß er in Vorbereitung einer möglichen Fusion ebenfalls im Aufsichtsrat der BMW AG; ein Sitz, den er bis zu seinem Tod behielt. Die geplante Fusion mit BMW scheiterte allerdings.
1933 trat Kissel in die SS ein (SS-Nummer 108.896), in der er im November 1940 schließlich zum SS-Obersturmbannführer befördert wurde. Zum 1. März 1934 trat er der NSDAP bei (Mitgliedsnummer 2.009.653) und betonte die „langjährige Verbundenheit mit der nationalsozialistischen Bewegung“. Der DAF versicherte er, den Betrieb „mit der Partei immer mehr verbinden und verschmelzen“ zu wollen. Im Vorstand von Daimler-Benz wurde ihm Jakob Werlin zur Seite gestellt, langjähriger Freund und Förderer Hitlers. Sein Nachfolger Wilhelm Haspel schilderte Kissel allerdings als erklärten Gegner der Nazis.
Auf Drängen Werlins wurden 1936 die ersten 30 Versuchsfahrzeuge des KdF-Wagens („VW 30“, der spätere VW Käfer) im Werk Sindelfingen gebaut, obwohl der Konstrukteur des Wagens, Ferdinand Porsche, schon Ende 1928 im Streit mit Kissel die Daimler-Benz AG verlassen hatte.
Kissel hatte sich immer für eine klare Aufteilung von Karosserie- und Motorenbau sowie Pkw- und Lkw-Herstellung zwischen den einzelnen Werken der Gesellschaft eingesetzt. Die Verwirklichung dieser Idee war ihm nie gelungen. Als die Daimler-Benz AG im Rahmen der Kriegsproduktion verpflichtet wurde, den „Opel Blitz“-Lastwagen und verschiedene Ersatzteile für andere Hersteller zu fertigen, sah Kissel seine Bemühungen gänzlich konterkariert. Die Aufgabe, die Ende 1941 angeordnete Produktion von Daimler-Benz-Flugmotoren in dem neuen Werk Ostmark aufzubauen und der Tod seines einzigen Sohns als Soldat im Feld belasteten seine Gesundheit so sehr, dass er am 18. Juli 1942 an den Folgen eines Herzinfarkts starb. Andere Quellen sprechen von Suizid.

## Ehrungen
- 1933: Ehrendoktorwürde (Dr.-Ing. E.h.) der Technischen Hochschule Darmstadt[4]